# Chastity Lynn
Chastity Lynn (Seattle, 10 agosto 1987) è un'ex attrice pornografica statunitense.

## Biografia
Inizialmente si chiamava Ashton Butler, in seguito grazie ai suoi film prese il nome d'arte di Chastity Lynn. Dopo essere stata educata severamente in una scuola cattolica femminile, si trasferì in una scuola pubblica.
Chastity ha iniziato la sua carriera da attrice pornografica nel 2006 a 19 anni, ha lavorato per diverse agenzie come Pure Play Media e Red Light District. Nel corso della sua carriera ha fatto film riguardanti urofilia, bisessualità, incesto e sadomasochismo.
Possiede un gatto di nome Lucy.

## Riconoscimenti
- 2011: AVN Award nominee – Best All-Girl Three-Way Sex Scene.[3]

## Filmografia
- Anal Boot Camp (2012)
- Belladonna s 'Strapped Dykes 2 (2013)
- Cheer Squad Sleepovers 5 (2013)
- Couples Seeking Teens 12 (2013)
- Device Bondage 27384 (2013)
- Her First Lesbian Sex 27 (2013)
- Hot And Mean 9 (2013)